# Piotr Abramow
Piotr Pietrowicz Abramow (ros. Пётр Петро́вич Абра́мов, ur. 13 grudnia?/26 grudnia 1915 we wsi Połtawczenskoje obecnie w Kraju Krasnodarskim, zm. 18 września 2007 w Rostowie nad Donem) – radziecki lotnik wojskowy, major lotnictwa ZSRR, podpułkownik lotnictwa Federacji Rosyjskiej, Bohater Związku Radzieckiego (1948).

## Życiorys
Urodził się w rodzinie chłopskiej. W 1933 ukończył szkołę uniwersytetu fabryczno-zawodowego w Rostowie nad Donem, a w 1937 szkołę lotnictwa cywilnego w Batajsku, później pracował jako pilot lotnictwa cywilnego. Od 1941 służył w Armii Czerwonej, od lipca 1941 uczestniczył w wojnie z Niemcami, w 1942 został członkiem WKP(b). Dowodził oddziałem 81 pułku lotnictwa bombowego 1 Gwardyjskiej Dywizji Lotnictwa Bombowego 6 Gwardyjskiego Korpusu Lotnictwa Bombowego 2 Armii Powietrznej 1 Frontu Ukraińskiego w stopniu kapitana, szczególnie zasłużył się przy dostarczaniu broni, zapasów i żywności dla partyzantów Białorusi i Ukrainy. Wykonał 300 lotów bojowych. W sierpniu 1946 został zwolniony do rezerwy w stopniu majora, w 2000 otrzymał stopień podpułkownika.

## Odznaczenia
- Złota Gwiazda Bohatera Związku Radzieckiego (23 lutego 1948)
- Order Lenina
- Order Czerwonego Sztandaru (dwukrotnie)
- Order Wojny Ojczyźnianej I klasy
- Order Wojny Ojczyźnianej II klasy
- Order Czerwonej Gwiazdy

I medale.